# Oliver Wynne-Griffith
Oliver Wynne-Griffith (29 de maio de 1994) é um remador britânico, medalhista olímpico.

## Carreira
Wynne-Griffith conquistou a medalha de bronze nos Jogos Olímpicos de Verão de 2020 em Tóquio com a equipe da Grã-Bretanha no oito com masculino, ao lado de Josh Bugajski, Jacob Dawson, Thomas George, Moe Sbihi, Charles Elwes, James Rudkin, Thomas Ford e Henry Fieldman, com o tempo de 5:25.73. Nos Jogos Olímpicos de Verão de 2024, em Paris, conquistou a medalha de prata na competição de dois sem masculino, ao lado de Thomas George com o tempo de 6:24.11.